# シーサイド道路
シーサイド道路（シーサイドどうろ）は、茨城県神栖市の市道の通称である。正式名称は神栖市道1-9号線。

## 概要
この道路は鹿島臨海工業地帯へのアクセスを向上させる目的で当時の波崎町が整備し、1970年（昭和45年）に開通。同工場地帯の通勤者や沿道の海水浴場を利用する観光客が主に利用し、2006年（平成18年）以前の時点で5時から21時30分までの交通量は約5300台だったとしている。
旧波崎町時代に、のちに道路にかかっていたことが発覚する土地を購入していた地権者とのトラブルがもとで、2006年から一部区間が事実上の通行止め状態となっていた。通行止めされていたのは約700メートルの区間で、このうち私有地は約80メートルに及んでいた。2023年（令和5年）7月10日に通行が再開された。

## 要目
- 全長　15.3 km
- 整備　波崎町

## 道路を巡るトラブル
- 1994年（平成6年）にある男性が道路沿いの土地を購入したが、その土地の一部に道路も含まれていることが判明し[注釈 1]、1996年（平成8年）に境界画定を求め当時の波崎町長を提訴し[5]、土地の所有権を巡って裁判に発展した[3]。2004年（平成16年）に最高裁判所が道路の一部を男性が保有していることを認めることで確定したのを受けて、旧波崎町や合併後の神栖市などが男性（地権者）との間で土地の買取についての交渉をしていたが、買収金額が合わず決裂[3][8]。2006年（平成18年）、地権者が私有地にバリケードを設置し、通行料金を徴収し始めたため、神栖市や沿道の施設などは該当区間を通行すると地権者との間でトラブルになる恐れがあることから迂回ルートを通るように呼び掛けていた[1][3]。
- 2022年（令和4年）11月には通行を巡るトラブルにより傷害事件も発生し、地権者である土地購入者の長男（後述）が進入した男性に向かって軽トラックを急発進させ、全治2か月のケガを負わせて逮捕された[9]。神栖警察署はオートカー・ジャパンの取材に対し、「2006年頃からトラブルが増え始めた」「他にも通行料を払う・払わないで揉めて通報になった例がある」「2003〜2004年頃は通行できていたと思われる」「波崎トライアスロン大会のコースとして使われたこともある」と回答している[10]。
- 2020年（令和2年）、裁判で勝訴した地権者の男性が死去[3][8]。私有地などの相続手続が2022年2月に完了したことを受けて、神栖市は相続者である男性の長男との交渉を同年7月から開始。長男も同市との和解や土地売却に応じる姿勢を見せたことから、同市は2023年（令和5年）3月に約4000万円[注釈 2]を支払った上で売買契約を締結。路面標示の修復工事などを経て、同年7月10日に再開通することを同年6月に発表した[4][8][11]。2023年7月の通行再開後も、道路の一部に複数の地権者が所有する共有地が残っているが、その多くは神栖市所有の地で同市長の石田進は「所有者の同意をもらっている」として、道路法に基づき、神栖市が管理すると共に引き続き地権者との交渉を継続する方針を示している[5][7][11]。